# Cratere Nizāmī
Nizāmī  è un cratere sulla superficie di Mercurio.